# Râul Băița, Baia
Râul Băița este un afluent al râului Baia.

## Hărți
- Harta județului Mureș